# Flasher (Dakota del Norte)
Flasher es una ciudad ubicada en el condado de Morton en el estado estadounidense de Dakota del Norte. En el censo de 2010 tenía una población de 232 habitantes y una densidad poblacional de 126,16 personas por km².

## Geografía
Flasher se encuentra ubicada en las coordenadas 46°27′8″N 101°13′58″O / 46.45222, -101.23278. Según la Oficina del Censo de los Estados Unidos, Flasher tiene una superficie total de 1.84 km², de la cual 1.82 km² corresponden a tierra firme y (1.27%) 0.02 km² es agua.

## Demografía
Según el censo de 2010, había 232 personas residiendo en Flasher. La densidad de población era de 126,16 hab./km². De los 232 habitantes, Flasher estaba compuesto por el 97.84% blancos, el 0% eran afroamericanos, el 0.43% eran amerindios, el 0.43% eran asiáticos, el 0% eran isleños del Pacífico, el 0% eran de otras razas y el 1.29% pertenecían a dos o más razas. Del total de la población el 0% eran hispanos o latinos de cualquier raza.